# Hogyan rohanj a veszTEDbe
A Hogyan rohanj a veszTEDbe (A Million Ways to Die in the West) 2014-es amerikai western-filmvígjáték, melyet Seth MacFarlane írt és rendezett. A főszerepben maga MacFarlane látható, Charlize Theron, Amanda Seyfried, Neil Patrick Harris, Giovanni Ribisi, Sarah Silverman és Liam Neeson mellett. A film a második élőszereplős vígjáték MacFarlane karrierjében a 2012-es Ted után. A  magyar címben többek között erre utal a kiemelés is.
A Media Rights Capital gyártotta, forgalmazója az Universal Pictures. Az Amerikai Egyesült Államokban 2014. május 30-án mutatták be, Magyarországon szinkronizálva június 12-én.

## Cselekmény
|  | Alább a cselekmény részletei következnek! |

Arizonában járunk, 1882 táján. Megismerkedhetünk Albert Stark-kal (Seth MacFarlane), egy bátortalan, de amúgy jószívű birkatenyésztővel. Miután gyáván kihátrál egy pisztolypárbajból, szeretett barátnője, Louise (Amanda Seyfried) elhagyja őt egy másik férfiért (Neil Patrick Harris), aki gazdag, sikeres, jóképű, egyszóval, minden, ami Albert nem. Albertet nagyon megviseli a szakítás, fogalma sincs, hogy fogja túltenni magát rajta. Ezzel egy időben Clinch Leatherwood (Liam Neeson) a rettegett revolvergyilkos és bandája járja a környéket, akik egy nagyvárosi bank kirablására készülnek. A bandita ezalatt feleségét Annát (Charlize Theron) letelepíti Vén Tönk nevezetű kisvárosban, hogy megóvja őt a balhétól. Anna rövidesen megismerkedik Alberttal, aki felajánlja, hogy megmutatja neki Vén Tönk városát, és mindjárt el is hívja őt a helybéli vásárra. A vásáron összefutnak Louise-szal és újdonsült barátjával Foy-jal. Albertet nagyon idegesíti a találka, s végül, bár maga sem tudja, hogy miért, párbajra hívja ki Foy-t, a lány szívének elnyerésért. A párbajig kap egy hét haladékot, így Anna ezalatt felajánlja neki, hogy megtanítja rendesen pisztollyal lőni.
A hét folyamán Albert minden idejét gyakorlással tölti, noha teljesen reménytelennek bizonyul. A párbaj előestéjén Anna megpróbál egy kis önbizalmat önteni belé, és elviszi őt a faluban egy táncestre. Mindketten remekül érzik magukat az est során, s végül ráébrednek, hogy szerelmet éreznek a másik iránt, amit végül megpecsételnek egy csókkal. A csóknak véletlenül tanúja lesz Clinch egyik embere, s mikor a bandita a városba érkezik, éktelen haragra gerjed. Albert végül úgy dönt, visszalép a Foy-jal való párbajtól, mert már nem érdekli Louise, rájön, hogy Annát szereti. Igencsak csalódott lesz, mikor kiderül, hogy a lány Clinch Leatherwood neje, aki kijelenti, hogy mindenkit lemészárol a városban, ha Stark nem küzd meg vele. Albert úgy dönt, elmenekül a városból, bár még mindig bántja, hogy Anna hazudott neki. A vadnyugaton kóborolva, elfogja őt egy indián törzs, akik kezdetben meg akarják őt ölni, ám végül meggondolják magukat (Albert ismeri az indiánok nyelvét). A törzzsel eltöltött este során bedrogozik és különös álmot lát, melyben legyőzi Leatherwood-ot, és elnyeri Anna szívét. Albert ezek után elhatározza, hogy mégis megküzd a banditával.
A párbajra másnap délben kerül sor. Clinch, Anna életét veszélyeztetve lépésre kényszeríti Albertet. Albert céloz, lő, ám csupán a karját találja el a banditának. Clinch csak nevet, arra készül, hogy lelője Albertet, ám kisvártatva holtan esik össze. Albert, mint felfedi, kígyómérget csempészet a töltetbe, amiről tudta jól, elég egy kevés is ahhoz, hogy megöljön valakit. Albert így ünnepelt hőssé válik, megnyeri a Clinch fejére kitűzött magas vérdíjat, amiből kibővíti a birkanyáját, és megkezdi az Annával való új, közös életét.   
|  | Itt a vége a cselekmény részletezésének! |

## Szereplők

### Fontosabb szereplők
| Színész             | Szerep             | Magyar hang      |
| ------------------- | ------------------ | ---------------- |
| Seth MacFarlane     | Albert Stark       | Dévai Balázs     |
| Charlize Theron     | Anna Leatherwood   | Szávai Viktória  |
| Amanda Seyfried     | Louise             | Tompos Kátya     |
| Liam Neeson         | Clinch Leatherwood | Gáspár Sándor    |
| Giovanni Ribisi     | Edward             | Elek Ferenc      |
| Neil Patrick Harris | Foy                | Takátsy Péter    |
| Sarah Silverman     | Ruth               | Szalay Marianna  |
| Christopher Hagen   | George Stark       | Szacsvay László  |
| John Aylward        | Lelkész            | Cs. Németh Lajos |

### Cameoszereplők
- Dennis Haskins – olajkereskedő (Csuha Lajos)
- Gilbert Gottfried – Abraham Lincoln (Vida Péter)
- Christopher Lloyd – Brown doki (Reviczky Gábor)
- Ewan McGregor – becsületes cowboy
- John Michael Higgins – piperkőc
- Alec Sulkin – becsületes srác
- Ted – önmaga (hangja Seth MacFarlane, Nagypál Gábor)
- Jimmy Hart – fényképész
- Tait Fletcher – cowboy
- Bill Maher – komikus
- Jamie Foxx – Django Freeman (Kálid Artúr)
- Ryan Reynolds – egy férfi, aki meghal a bárban (nem szólal meg)
- Patrick Stewart – Birka hangja (Fodor Tamás)
- Kaley Cuoco – egy vásárló a boltban

## Érdekességek
- A vásári jelenet során, a nyereményjátékok között látható néhány plüssmaci, amelyek úgy néznek ki, mint Ted, Seth MacFarlane korábbi mozifilmjéből.
- Jamie Foxx kameója utalás a Django elszabadul című filmre, melyben Foxx Django Freeman revolverhőst játssza, s a stáblista szerint ebbéli szerepében is.
- Mikor Albert kihívja Foyt a pisztolypárbajra, Foy azt feleli: Elfogadom a kihívást! (Challenge Accepted!). Ez Barney Stinson, Neil Patrick Harris híres karakterének szokványos mondata az Így jártam anyátokkal című sorozatból.
- Giovanni Ribisi egyik mozdulatát a filmben, mikor szívószállal a szájában táncol, már több filmjében, köztük a Tedben is sokszor megcsinálta.
- Mikor Clinch kilép Albert házából, és vakon a levegőbe lő, utalás Az üldözők című film egyik híres jelenetére.
- A filmben Charlize Theron végig parókát viselt, mivel a film készítésével egy időben szerepet vállalt a Mad Max című filmsorozat negyedik részében, ahol a szerepe kedvéért, teljesen leborotválta a fejét.
- Amikor Albert az indiánokkal társalog, egy részben azt mondja: "Mi La Ku Nis, Mi La Ku Nis", ami fordítás szerint azt jelenti: "jó, jó". Ez azonban egyértelmű utalás Mila Kunis színésznőre, akivel Seth MacFarlane már többször dolgozott együtt, köztük a Tedben és a Family Guy-ban is.
- A filmben Albertnek van egy monológja arról, hogy miért rossz a vadnyugaton élni. Maga a film ötlete egy hasonló monológ után született, amit Seth MacFarlane egy beszélgetés során hallott.
- A film címe Albert visszatérő mondata "A vadnyugaton millió esély van arra, hogy meghalj" (In the west there are a million ways to die) keletkezett. A magyar fordításban, a Hogyan rohanj a veszTEDbe  cím nem véletlen, amivel a rendező korábbi sikerfilmjét is reklámozni akarják.